# Самоцветная полоса Урала
Самоцве́тная полоса́ Ура́ла — условное название территории, узкой лентой протянувшейся с юга на север более чем на сто километров вдоль восточного склона Среднего Урала в верховьях рек Нейва, Реж и Адуй.
Здесь расположены богатые месторождения минералов ювелирного качества: топазов, турмалинов, изумрудов, аметистов, горного хрусталя; также было найдено некоторое количество алмазов. По словам академика Ферсмана:
Трудно во всём мире найти другой уголок земного шара, где было бы сосредоточено большее количество ценнейших драгоценных камней.
Другое название этого явления — Мурзинско-Адуйский самоцветный пояс.
Месторождения известны уже более 350 лет; обобщающее название им дал в начале XX века Константин Матвеев — основатель кафедры минералогии Уральского горного института, учёный секретарь Радиевой комиссии В. И. Вернадского.

## История

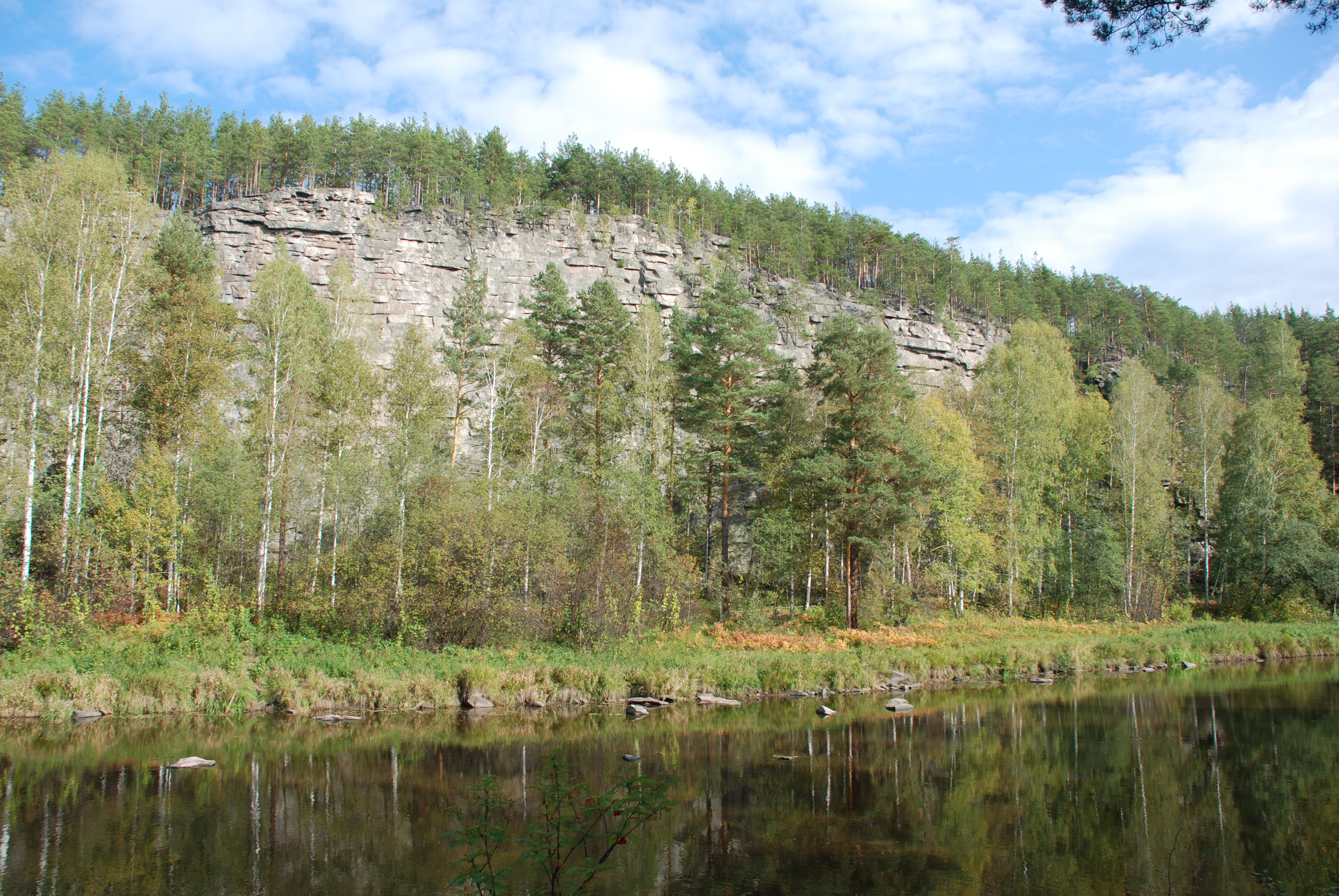
Река Реж

История Самоцветной полосы началась в 1668 году с находок цветных камней, сделанных рудознатцами братьями Тумашевыми в районе Мурзинской слободы на реке Нейве. Слухи о находках братьев Тумашевых заставили многих крестьян пойти на поиски дорогих камней.
В конце XVIII века появились первые упоминания о самоцветных месторождениях у реки Адуй. В XIX столетии адуйские копи прославились своими аметистами и бериллами. В 1810 году жители Шайтанки (ныне село Октябрьское) братья Кузнецовы нашли красные турмалины. В 1815 году здесь были заложены копи Мора, турмалины из которых ценились благодаря своему насыщенному цвету.
В конце XIX века в россыпях у деревни Колташи и села Шайтанка были отмечены находки таких драгоценных камней, как сапфиры, рубины и алмазы. В 1900 году была открыта редчайшая по богатству и качеству турмалиновая жила около села Липовского. Местный крестьянин П. Русин во время пахоты случайно выкопал из земли «какие-то красивые камушки», после чего в селе началась турмалиновая лихорадка. Впоследствии о липовских турмалинах академик Александр Ферсман написал, что «по красоте и глубине тона с ними не может сравниться ни один турмалин в мире».

## Самоцветы

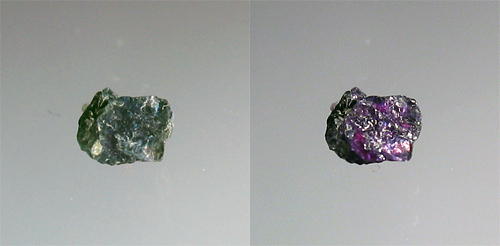
Александрит при разном освещении

### Александрит
Минерал, меняющий свою расцветку в зависимости от освещения. Добывался на Малышевском месторождении.

### Топаз

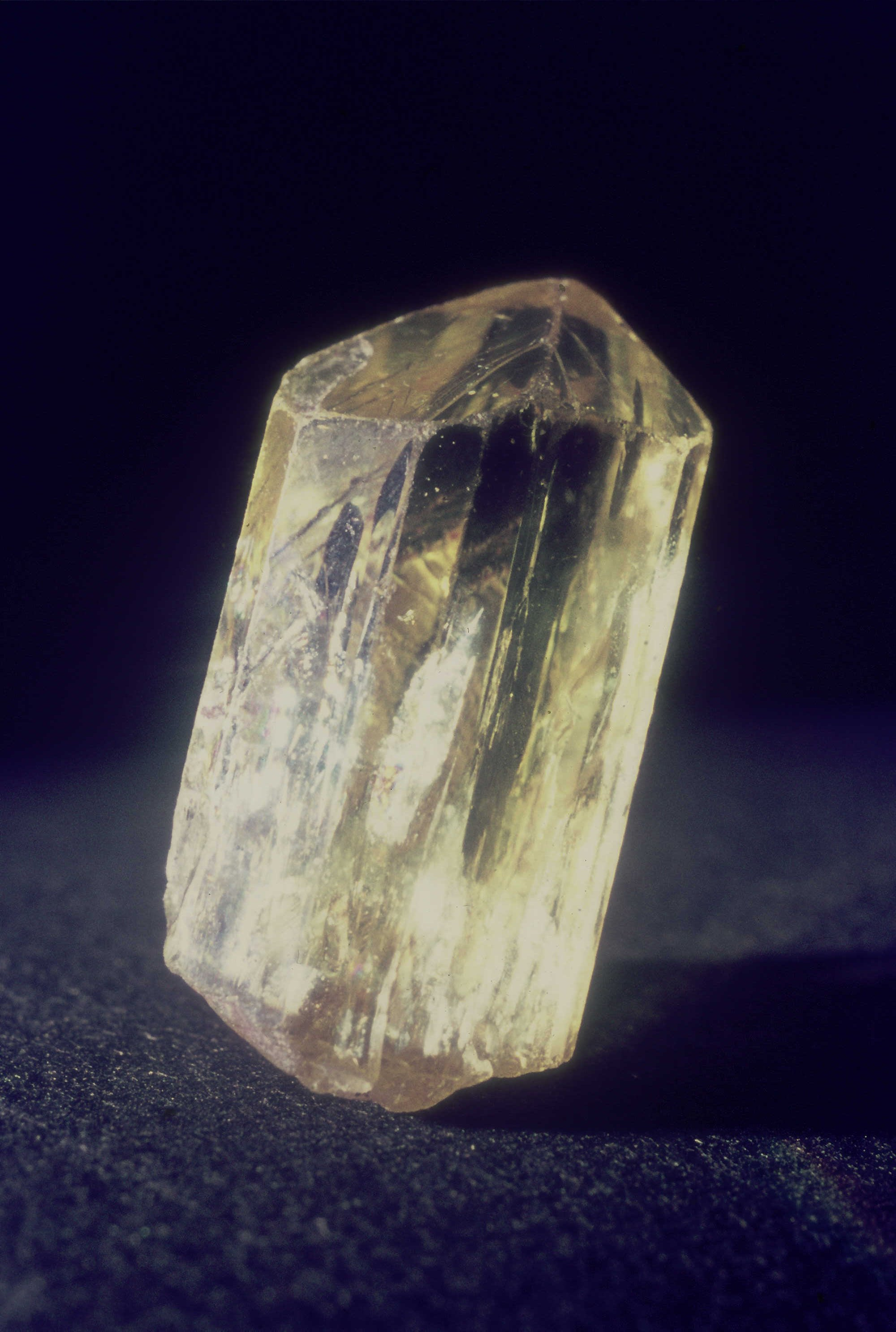
Кристалл топаза

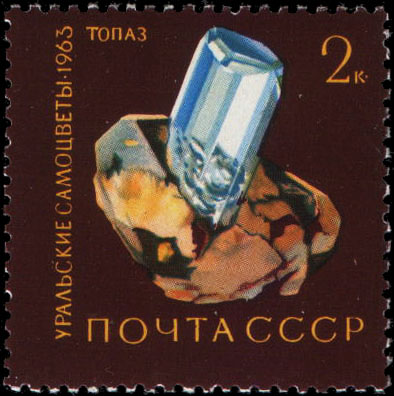
Голубой топаз, изображённый на почтовой марке

Особенно ценились голубые топазы из окрестностей Мурзинки (дер. Алабашка, копь Мокруша). Академик Ферсман писал в 1925 году: 
Россия может гордиться своими топазами, которые по красоте тона, чистоте воды и величине кристаллов занимают исключительное место среди топазов всего света: по качеству русский топаз выделяется среди всех топазов известных месторождений, причем красота нежно-голубого топаза Мурзинки, красновато-фиолетовый тон топазов Санарки и Каменки — всё это составляет гордость русских цветных камней.
Образцы голубых топазов из Мурзинки есть в Минералогическом музее им. А. Е. Ферсмана в Москве.

### Турмалин

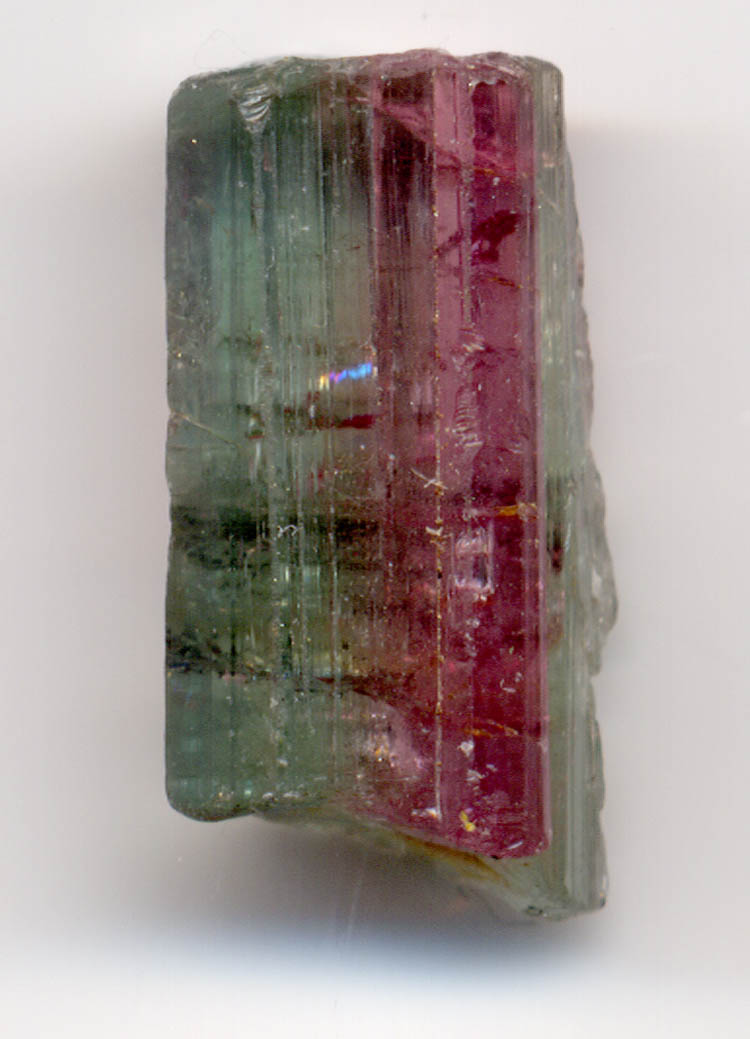
Полихромный турмалин

Полоса включает в себя месторождения малиновых и многоцветных (полихромных) турмалинов. Первые находки были сделаны в XIX веке сначала у Шайтанки, а затем у села Липовского.

### Переливт
Шайтанский переливт — мелкокристаллический диккит-кварцевый агрегат. Благодаря своей слоистости часто считается разновидностью агата (в частности, так считал Ферсман), но агат состоит из слоёв волокнистой разновидности кварца — халцедона.
Первые находки (в районе Шайтанки) относятся к 1780-м годам. Переливтовые камеи, принадлежавшие высшим лицам Российской империи, ныне представлены в Эрмитаже, в Галерее драгоценностей. А. Е. Ферсман упоминает, что в панагии митрополита Петра на переливте изображен пророк Даниил. В 1895 году для украшения гробницы императора Александра III около села Шайтанского (ныне село Октябрьское) А. А. Комаров находит необходимый камень.
Первоначально находили обломки на поверхности земли, в 1960-е годы вскрыли коренное месторождение. Из-за больших объёмов добычи сильно упал в цене.

### Берилл

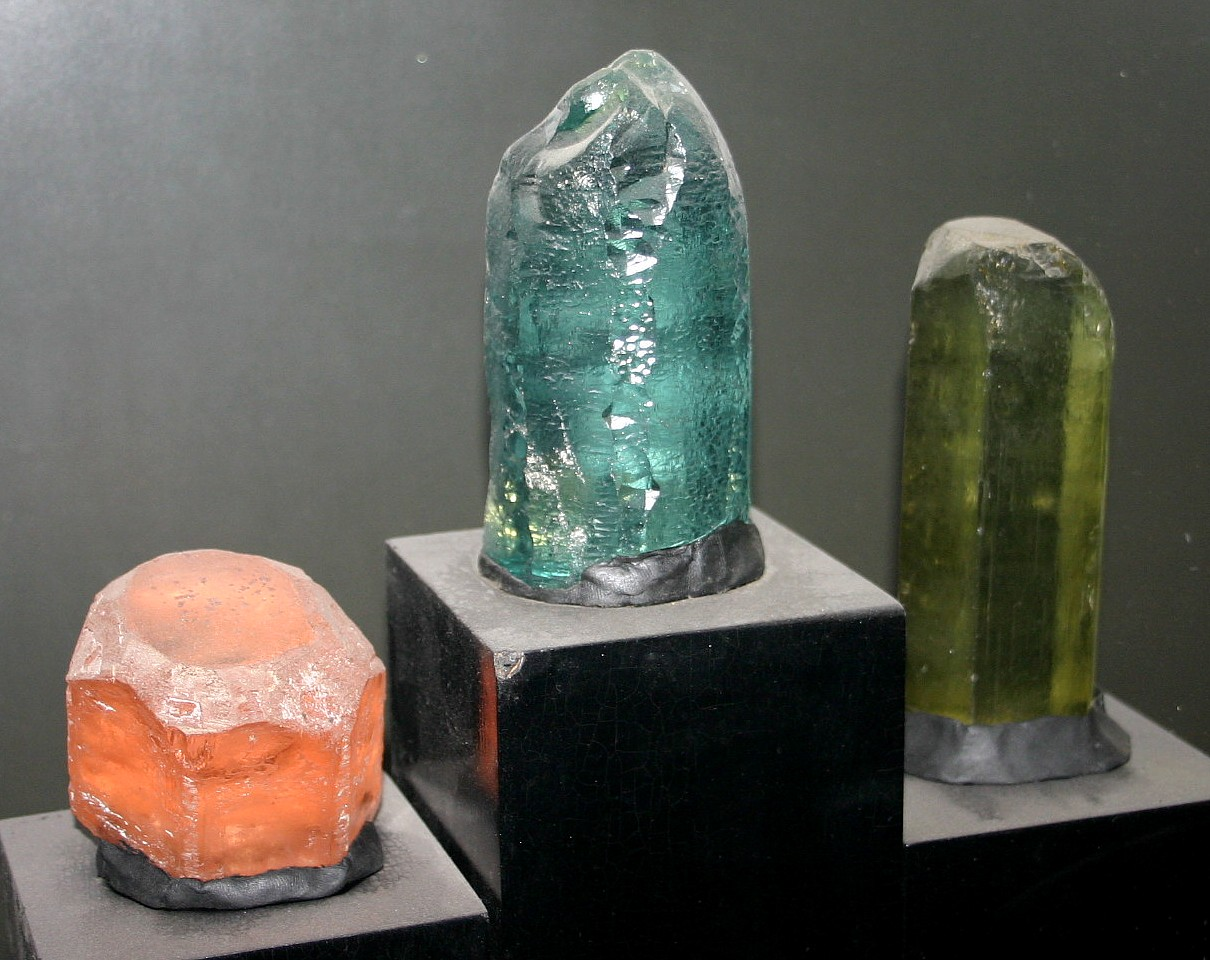
Разные окраски берилла

В 1828 году в Старцевой яме под Мурзинкой был найден кристалл драгоценного берилла длиной в 25 см. Берилл также встречается в южной части полосы.

### Изумруды

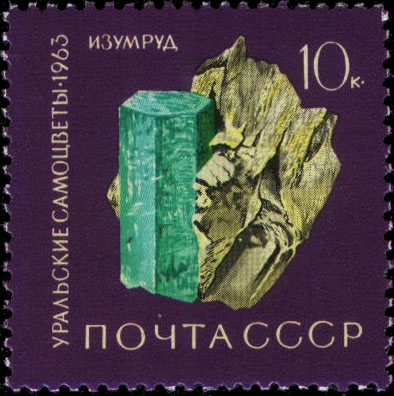
Изумруд на почтовой марке

Изумруд высоко ценится ювелирами, особенно в случае насыщенного цвета. Полоса включает в себя знаменитые Малышевские рудники, разрабатываемые с XIX века до настоящего времени. В 1993 году здесь был добыт изумруд «Президент» — сросток кристаллов весом 1,2 кг.

### Аметист

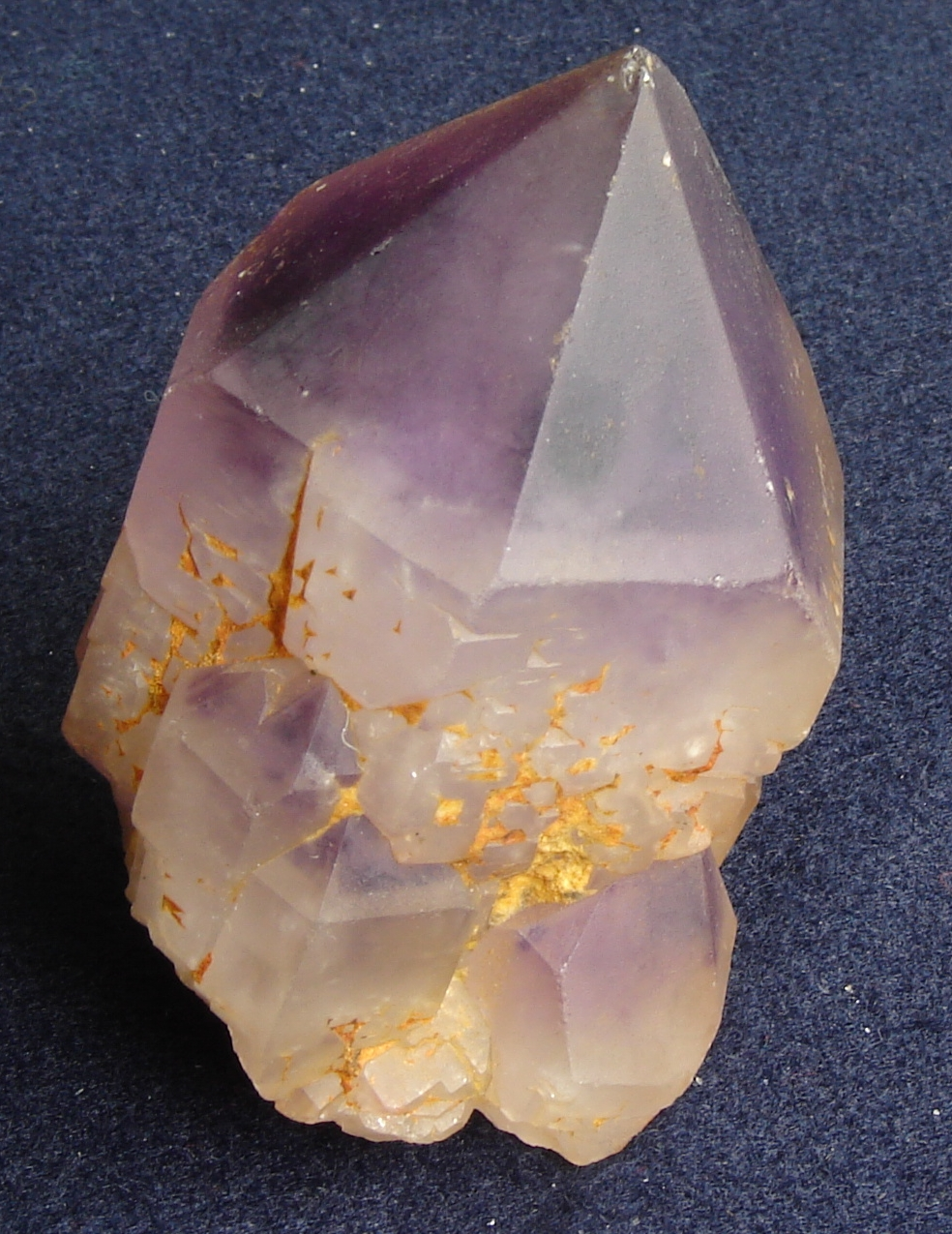
Аметист

Аметист добывали в копях вокруг Мурзинки — для этого вырабатывали жилу в поисках «занорышей» — заполненных глиной пустот, внутрь которых росли кристаллы. Особенно ценились аметисты густой окраски.
В советское время аметисты добывались промышленным способом в шахте Ватиха с глубин до 70 метров. Позднее шахта была закрыта, однако небольшие кусочки аметиста иногда попадаются в её отвалах. Так как дорога к шахте подсыпалась глиной из отвалов, то аметист можно найти буквально «на дороге».

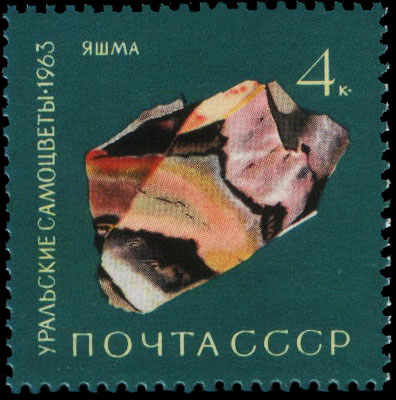
Марка СССР 1963 года из серии «Уральские самоцветы». Яшма. Художник — Н.Круглов. Номер ЦФА — 2951. Тираж — 4 млн.

### Рубины

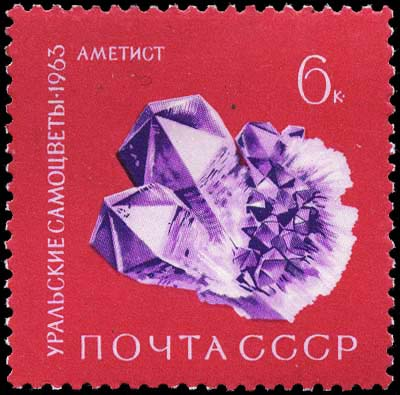
Марка СССР 1963 года из серии «Уральские самоцветы». Аметист. Художник — Н.Круглов. Номер ЦФА — 2952. Тираж — 4 млн.

### Горный хрусталь

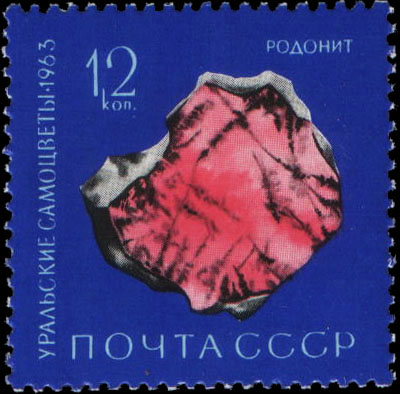
Марка СССР 1963 года из серии «Уральские самоцветы». Родонит. Художник — Н.Круглов. Номер ЦФА — 2954. Тираж — 3 млн.

### Алмазы

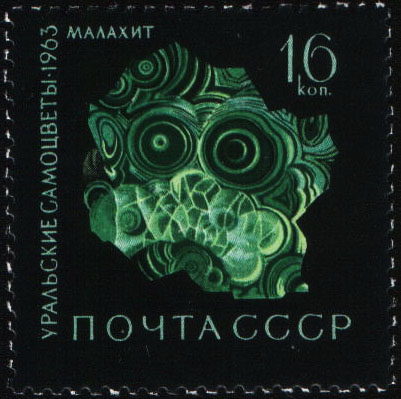
Марка СССР 1963 года из серии «Уральские самоцветы». Малахит. Художник — Н.Круглов. Номер ЦФА — 2955. Тираж — 3 млн.

## Данила Зверев
Среди жителей самоцветных сел и деревень было много истинных знатоков и ценителей камня. Некоторые из них выполняли ответственные государственный заказы, заказы королевских дворов Европы и Ватикана. Более же всех, по словам А. Рычкова, среди горщиков прославился Д. Зверев из деревни Колташи. Сегодня одна из улиц Екатеринбурга носит его имя. Именно он подбирал камни и участвовал в изготовлении методом флорентийской мозаики знаменитой карты Франции, презентованной Николаем II Французской республике в эпоху сближения двух стран перед I мировой войной, вместе со своими сыновьями подбирал камень для карты индустриализации СССР, для Мавзолея В. И. Ленина, звёзд Московского Кремля. Считается, что Д. Зверев стал прообразом Данилы-Мастера из сказов П. Бажова. Бажов был лично знаком со Зверевым и один из своих сказов «Далевое глядельце» посвятил знаменитому горщику.
По легенде, Данила Зверев совсем не умел считать деньги и возвращался в родную деревню после того, как продал камни, не иначе как с подводой пряников и прочих сладостей: «Земля у нас общая, вот и праздник должен быть общий».
Его внук, Иван Иванович Зверев также был горщиком и в 1970-е годы вел кружок юных геологов при музее в Мурзинке.

## Музей
В Реже, где находится Режевской природно-минералогический заказник, в 1993 году началась подготовка к созданию музея «Самоцветная полоса Урала». Большую роль в появлении музея сыграл доктор геолого-минералогических наук Э. Ф. Емлин.

## Аналоги
Некоторым аналогом может служить Ильменский самоцветный пояс (также приуроченное к выходам пегматитов на восточном склоне Уральских гор), ныне составляющее ядро Ильменского заповедника на Южном Урале.